# Ченовет (Орегон)
Ченовет (англ. Chenoweth) — переписна місцевість (CDP) в США, в окрузі Васко штату Орегон. Населення — 1975 осіб (2020).

## Географія
Ченовет розташований за координатами 45°36′59″ пн. ш. 121°14′3″ зх. д. / 45.61639° пн. ш. 121.23417° зх. д. (45.616523, -121.234258).  За даними Бюро перепису населення США в 2010 році переписна місцевість мала площу 14,57 км², з яких 14,54 км² — суходіл та 0,03 км² — водойми.

## Демографія
Згідно з переписом 2010 року, у переписній місцевості мешкало 1855 осіб у 710 домогосподарствах у складі 508 родин. Густота населення становила 127 осіб/км².  Було 752 помешкання (52/км²).
Расовий склад населення:
| - 88,7 % — білих - 1,8 % — корінних американців - 0,6 % — азіатів - 0,4 % — чорних або афроамериканців - 0,3 % — вихідців з тихоокеанських островів - 6,6 % — осіб інших рас |

До двох чи більше рас належало 1,6 %. Частка іспаномовних становила 17,1 % від усіх жителів.
За віковим діапазоном населення розподілялося таким чином: 24,4 % — особи молодші 18 років, 61,2 % — особи у віці 18—64 років, 14,4 % — особи у віці 65 років та старші. Медіана віку мешканця становила 40,3 року. На 100 осіб жіночої статі у переписній місцевості припадало 98,6 чоловіків;  на 100 жінок у віці від 18 років та старших — 91,8 чоловіків також старших 18 років.
Середній дохід на одне домашнє господарство  становив 57 562 долари США (медіана — 45 729), а середній дохід на одну сім'ю — 64 541 долар (медіана — 52 188). За межею бідності перебувало 17,8 % осіб, у тому числі 47,8 % дітей у віці до 18 років та 0,0 % осіб у віці 65 років та старших.
Цивільне працевлаштоване населення становило 841 осіб. Основні галузі зайнятості: освіта, охорона здоров'я та соціальна допомога — 28,1 %, роздрібна торгівля — 13,2 %, мистецтво, розваги та відпочинок — 13,1 %.